# دولنی بوکووسکو
دولنی بوکووسکو (به چکی: Dolní Bukovsko) یک منطقهٔ مسکونی در جمهوری چک است که در شهرستان چسکه بودیوویتسه واقع شده‌است. دولنی بوکووسکو ۱٬۵۰۴ نفر جمعیت دارد.